# Эстафета (фотоаппарат)
Эстафе́та — советский среднеформатный шкальный фотоаппарат.
Разработан и выпускался ГОМЗ (1958—1959), в 1959—1961 году производство перенесено на Минский механический завод (Белорусское оптико-механическое объединение).
На ГОМЗ в 1958—1959 году выпускался малой серией дальномерный прототип «Вымпел».
Всего выпущено около 9 тысяч экземпляров.

## Технические характеристики
- Тип применяемого фотоматериала — плёнка типа 120 (12 кадров).
- Размер кадра — 6 × 6 см.
  - Прилагается вкладыш на размер кадра 4,5 × 6 см для получения 16 кадров.
- Корпус металлический со съёмной задней стенкой. В задней стенке находится окно, закрытое светофильтром красного цвета.
- Взвод затвора и перемотка плёнки — раздельные. Перемотка плёнки головкой по цифрам на ракорде рольфильма.
- Объектив тубусный (складной) типа Триплет «Т-35» 4/75, просветлённый.
- Диафрагмирование объектива до f/22. На оправу объектива нанесена дополнительная шкала, называемая экспозиционной (её деления обозначены условными цифрами от 7 до 17).
- Диапазон фокусировки — от 1,3 м до «бесконечности».
- Видоискатель — оптический, параллаксный.
- Фотографический затвор — центральный, выдержки 1/8, 1/15, 1/30, 1/60, 1/125, 1/250 и «В».
- Синхроконтакт «Х». Выдержка синхронизации с электронной фотовспышкой — любая, при использовании химической одноразовой (типа «куб») рекомендовалась выдержка 1/8 сек.
- Автоспуск.